# 鳥居利右衛門
鳥居 利右衛門（とりい りえもん、寛永20年（1643年） - 元禄15年12月15日（1703年1月31日））は、江戸時代前期の武士。高家旗本吉良義央の家臣。名は正次（まさつぎ）。
寛永20年（1643年）、吉良家臣の鳥居吉次の子として生まれる。父は元禄4年（1691年）12月23日に死去しており、この頃に家督相続したと思われる。用人50石。
元禄15年（1703年）12月15日、大石良雄ら元赤穂藩の浪人（赤穂義士）による吉良邸討ち入りに巻き込まれ討ち死にした（元禄赤穂事件）。上杉氏の『大河内文書』によれば、討ち入りの際に吉良義央を逃がした後、須藤与一右衛門（50石近習頭・討死）とともに台所で赤穂浪士たちと戦った。宝蔵院流の槍術で赤穂義士を翻弄したという。
だが、相手は大人数のうえ鎖帷子までつけていたため致命傷を与えられず、遂に堀部武庸の刀背打ちで頭を叩かれ卒倒し、皆で刺殺して首を斬りおとされた。幕府検死方はこの2人の働きぶりを褒めたという。
享年60。愛知県吉良町大字吉田西福寺に墓がある。法名は一峰暁颯信士。